# アイルランド系チリ人
アイルランド系チリ人（スペイン語: Irlandés-chileno もしくは Hibernochileno、アイルランド語: Gael-Sileánach）は、アイルランド島からチリに移住した住民、もしくはその子孫のことである。多くは18世紀と19世紀初頭に、主にカトリックであるアイルランド人はプロテスタントが動かすアイルランド王国政府（多かれ少なかれグレートブリテン王国の傀儡だった）の弾圧から避難を求めてやってきた。スペインはカトリックの勢力であり、多くのアイルランド人がラテンアメリカに移住した。移住は19世紀後半にカトリック解放がカトリック国への移住を不可欠ではないと考えさせたこと、およびアメリカ合衆国とカナダがより豊かな土地を定住者に提供したことにより減少した。
アイルランド系チリ人の多くは国土極南のマガジャーネス地域の羊飼いであり、プンタ・アレーナス市には18世紀に遡る大きなアイルランド系の施設が存在する。
最も著名なアイルランド系チリ人はベルナルド・オイギンスであり、彼はしばしば「チリの父」と呼ばれ、チリ全土で記念されている。

## 著名なアイルランド系チリ人
- パトリシオ・エイルウィン - 元大統領
- アルベルト・ブレスト・ガーナ - 作家
- カルロス・コンデル - 海軍将校
- ペドロ・パブロ・ダルトネル - チリ陸軍総監
- パトリシオ・リンチ - チリ海軍提督
- フアン・マッケーナ - 将軍、チリの愛国者
- アルロド・マイネ＝ニコルス - ジャーナリスト
- ベルナルド・オイギンス - チリ最高評議長、チリの国父
- サンドラ・オルヤン - 女優
- マリア・ホセ・ウルサ - 女優
- ベンハミン・ビクーニャ・マッケーナ - 政治家、作家
- カミーラ・バジェーホ - 学生運動家